# Dummbach
Der Dummbach ist ein linker, östlicher Zufluss des Bogenbachs im Landkreis Straubing-Bogen in Niederbayern.

## Verlauf
Der Dummbach fließt, grobmaßstäblich gesehen, Richtung Südwest von Ochsenweiher zu seiner Mündung in den Bogenbach westlich von Klostermühle. Er entsteht aus dem Zusammenfluss des Fahrenlohgrabens mit einem anderen Bach. Alle drei Gewässer verlaufen vollständig auf dem Gebiet der Gemeinde Windberg und entwässern ein Einzugsgebiet von insgesamt 3,11 Quadratkilometer.
Ab der Mündung des Dummbach ist der Bogenbach ein Gewässer zweiter Ordnung.